# Lipit-Enlil
Lipit-Enlil est le huitième roi de la Ire dynastie d'Isin. Son règne, relativement court, est situé vers 1873-1869 av. J-C. Son prédécesseur est Bur-Sîn (vers 1895-1874) et son successeur est Erra-imitti (vers 1868-1861).